# Jorge Manuel Ferreira Rodrigues
Jorge Manuel Ferreira Rodrigues (* 19. März 1982 in Vila Real) ist ein ehemaliger portugiesischer Fußballspieler.

## Vereinskarriere
Jorge Rodrigues begann seine Karriere bei unterklassigen Vereinen in Portugal. Im Jahr 2005 wechselte der Mittelfeldspieler zum CD Operário in die Segunda Divisão, die dritthöchste Spielklasse in seinem Heimatland. Nach drei Spielzeiten wechselte dieser zum ersten Mal ins Ausland zum vierfachen slowenischen Meister ND Gorica. In der Spielzeit 2008/09 kam Jorge Rodrigues auf zwölf Spiele, wobei ihm drei Tore gelangen. Beim Debüt für die Slowenen, das Rodrigues am 7. Spieltag gab, traf er beim 2:1-Sieg im Spiel gegen Publikum Celje zum zwischenzeitlichen 2:0. Nach einer Saison wechselte er zurück nach Portugal zum ehemaligen Topklub aus Porto, dem Boavista Futebol Clube, der allerdings nur noch in der Segunda Divisão spielte. Wiederum eine Saison später wechselte Jorge Rodrigues erneut den Klub und heuerte beim FC Nõmme Kalju an, wo er bis zum Saisonende 2011 unterschrieb. In der Sommertransferperiode 2011 kam Rodrigues auf Anraten seines ehemaligen Teamkollegen aus Gorica, des japanischen Stürmers Hidetoshi Wakui (der auch schon in Österreich beim SV Bad Aussee aktiv war), zum estnischen Klub aus dem Tallinner Stadtteil Nõmme.